# Léger-Félicité Sonthonax
Léger-Félicité Sonthonax (Oyonnax, 1763 – Oyonnax, 1813) foi um abolicionista francês e jacobino antes de ingressar no partido girondino, que surgiu em 1791. Durante a Revolução Francesa, liderou 7 mil tropas francesas em Saint-Domingue durante parte da Revolução Haitiana. Seu título oficial era Comissário Civil. De setembro de 1792 a dezembro de 1795, foi o governante de fato da população não-escrava de Saint-Domingue. Dentro de um ano de sua nomeação, seus poderes foram consideravelmente ampliados pelo Comitê de Segurança Pública. Foi chamado de volta à França em 1795 em grande parte devido ao ressurgimento da política conservadora na França. Sonthonax acreditava que os brancos de Saint-Domingue eram monarquistas ou separatistas, então atacou o poder militar dos colonos brancos e, assim, alienou os colonos de seu governo. Muitos gens de couleur (residentes mestiços da colônia) afirmaram que poderiam formar a espinha dorsal militar de Saint-Domingue se tivessem direitos, mas Sonthonax rejeitou essa visão como ultrapassada na esteira da revolta de escravos de agosto de 1791. Acreditava que Saint-Domingue precisaria de soldados ex-escravos nas fileiras do exército colonial para sobreviver. Em agosto de 1793, proclamou a liberdade de todos os escravos da província do norte. Seus críticos alegam que ele foi forçado a acabar com a escravidão para manter seu próprio poder.